# Joseph Bamina
Joseph Bamina (1927-1965) est un homme d'État du Burundi, membre du parti politique UPRONA et premier ministre de son pays du 26 janvier au 30 décembre 1965.

## Biographie
Bamina est Premier ministre du 26 janvier au 30 décembre 1965, et président du Sénat en 1965. Il a été exécuté sommairement après l'échec d'un soulèvement hutu.

### Vie privée
Sa seconde épouse Mary Roche Bamina, son fils Freddie et sa fille Jennifer sont partis en exil au Kenya dans l'avion du président Jomo Kenyatta, un ami de la famille. Les Bamina entretenaient des contacts avec le président ougandais Milton Obote, la princesse du royaume du Toro et le ministre kényan Tom Mboya.
Son épouse est la présidente de la Fondation Bamina.